# My VOICE
「My VOICE」（マイ・ボイス）は、ファンキー加藤のソロデビューシングル。2014年2月12日発売。発売元はドリーミュージック。

## 解説
FUNKY MONKEY BABYSの解散後、TBSで放送された『音楽の日』でファンキー加藤がソロデビューを発表した。翌年、ソロデビューシングルを発売する。
ジャケットはFUNKY MONKEY BABYS時代と違い、ファンキー加藤自身となった。
オリコン週間ランキングで初登場3位を記録。FUNKY MONKEY BABYS時代には果たせなかったシングルTOP3以内にランクインした。

## 収録曲
1. My VOICE [4:22]
  - （作詞:ファンキー加藤、作曲:RUNNY・田中隼人 編曲:田中隼人）
    - TBS『COUNT DOWN TV』2・3月度オープニングテーマ
    - 映画『ファンキー加藤/My VOICE〜ファンモンから新たな未来へ〜』挿入歌
2. リスタート [4:22]
  - （作詞：ファンキー加藤）(作曲 : ファンキー加藤/田中隼人)
    - 日産自動車「セレナ」CMソング
3. 桜 ふわり ふわり [4:13]
  - (作詞 : ファンキー加藤) (作曲 : ファンキー加藤/soundbreakers)
    - ｢アイフルホーム｣ 30周年 CMソング